# Henri Monnier
Édouard Henri Monnier, född 24 april 1871, död 16 juli 1941, var en fransk teolog.
Monnier var professor i reformert dogmatik vid protestantiska teologiska fakulteten i Paris. Han var delegerad vid ekumeniska mötet i Stockholm 1925 och utgav Vers l'union des églises (1926) behandlande samma möte.